# Songwriter (album)
Songwriter is het eerste soloalbum van Moody Blues-gitarist Justin Hayward. Gedurende de ingelaste rustpauze van de Moodies bracht Hayward eerst samen met mede Moody John Lodge het album Blue Jays uit. Later werd de titel overgenomen als zijnde de groepnaam. Zoals de verwachten viel werd Blue Jays gezien als een soort tweede Moody Blues, terwijl de heren daar nu juist los van wilden komen. Na Blue Jays gingen Hayward en Lodge ook uit elkaar en Lodge kwam met Natural Avenue. Hayward dook de Threshold Studios in om samen met muzikanten van Trapeze een soloalbum op te nemen. Deze muzikanten hadden hem ook al begeleid bij de tournee van Blue Jays.

Toen men wilde beginnen bleek dat Hayward verreweg het merendeel van het album al opgenomen te hebben, en de gastmusici hoefden alleen de puntjes op de i te zetten.

## Musici
- Mel Galley - gitaar
- Dave Holland - drums
- Terry Rowley - toetsen
- Justin Hayward - alle instrumenten;
- Peter Knight - orkestraties van (5) en (7).

## Composities
1. Tightrope;
2. Songwriter I;
3. Songwriter II;
4. Country girl;
5. One lonely room;
6. Lay it on me;
7. Stage door;
8. Raised on love;
9. Doin' time;
10. Nostradamus;
11. Wrong time, right place;
12. Marie;
13. Heart of steel;
14. Learning the game.

Alle composities van Hayward.
Van het album werden drie singles gehaald: One lonely room/Songwriter; Country girl/Doin' time en Stage door/Lay it on me.
Toen de opnamen voor dit album klaar waren werd Justin Hayward benaderd op een lied mee te zingen op het album The War of the Worlds van Jeff Wayne; hijzelf twijfelde maar een kennis vanuit de Threshold Studios zei dat hij het moest doen. Het werd zijn grootste hit tot nu toe (2007).
De LP hudt op bij de track Nostradamus. Wrong time, right place is een nummer dat op de planken bleef liggen. Marie/Heart of steel is een single uit 1980. Learning the game stamt kennelijk ook uit de tijd van het album.

## Verder
- Volgend album met de Moody Blues: Octave
- Volgend album van Justin Hayward als zanger: The War of the Worlds
- Volgend album van Justin Hayward solo: Nightflight